# Xul-Ha
Xul-Ha (del Idioma maya: Final del agua). Es una localidad del estado mexicano de Quintana Roo, localizada al sur del estado en la rivera de la Laguna de Bacalar, forma parte del municipio de Othón P. Blanco.
La comunidad de Xul-Ha se encuentra localizada en el extremo sur de la Laguna de Bacalar, de esta situación deriva su nombre en lengua maya, que significa Final del agua; sus coordenadas geográficas son 18°33′06″N 88°27′50″O / 18.55167, -88.46389 y tiene una altitud de 25 metros sobre el nivel del mar, sus principales actividades económicas son la ganadería y el turismo, esta última siendo una actividad incipiente. Se encuentra a cinco kilómetros al sur de la ciudad de Bacalar y unos treinta al noroeste de Chetumal, capital del estado. Xul-Ha se encuentra junto a la Carretera federal 307 que es su principal vía de comunicación.
De acuerdo a los resultados del Censo de Población y Vivienda de 2010 realizado por el Instituto Nacional de Estadística y Geografía tiene un total de 2037 habitantes de los cuales 1035 son hombres y 1002 son mujeres.